# Troaș, Arad
Troaș este un sat în comuna Săvârșin din județul Arad, la limita între regiunile istorice Banat și Crișana, România.

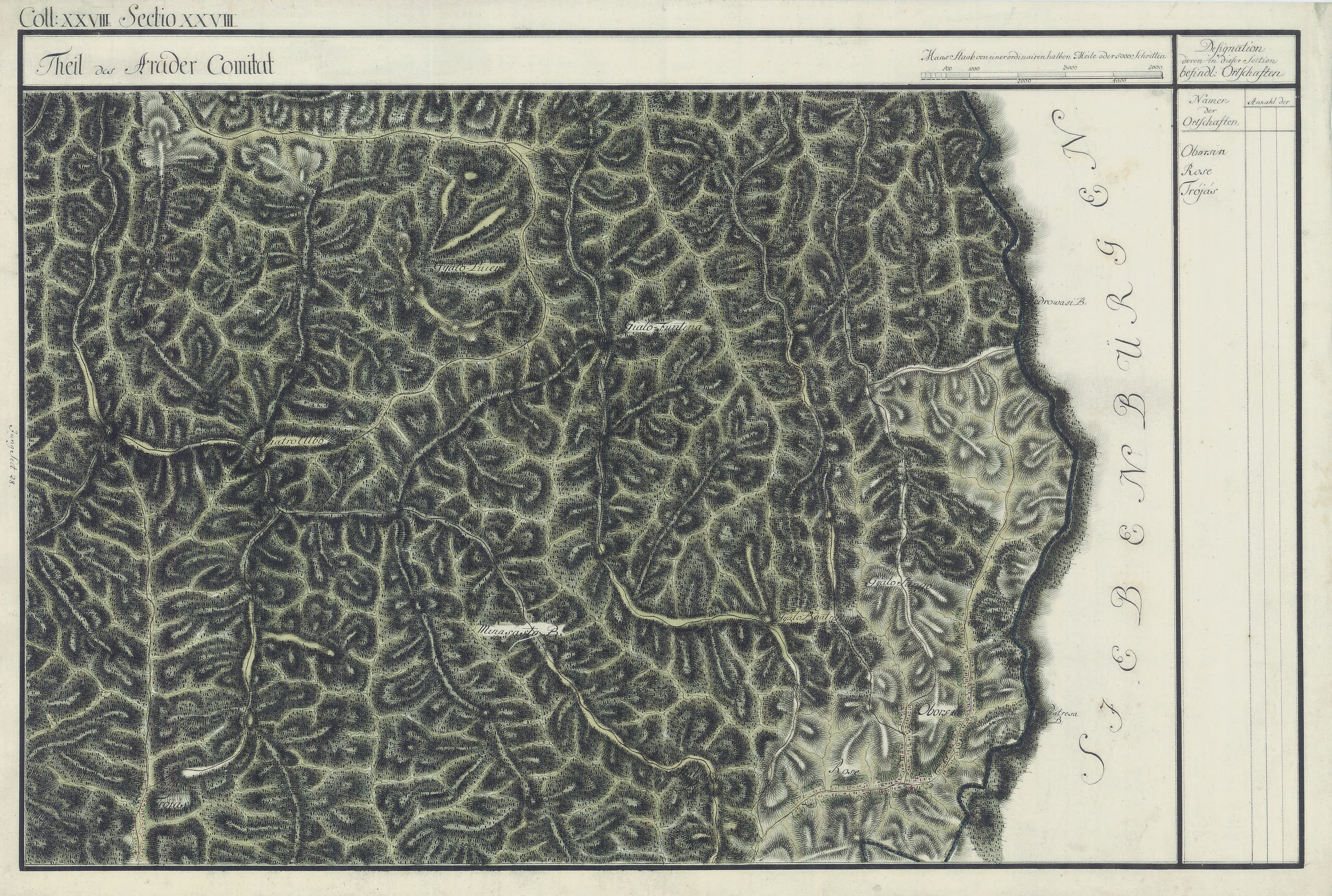
Troaș în Harta Iosefină a Comitatului Arad

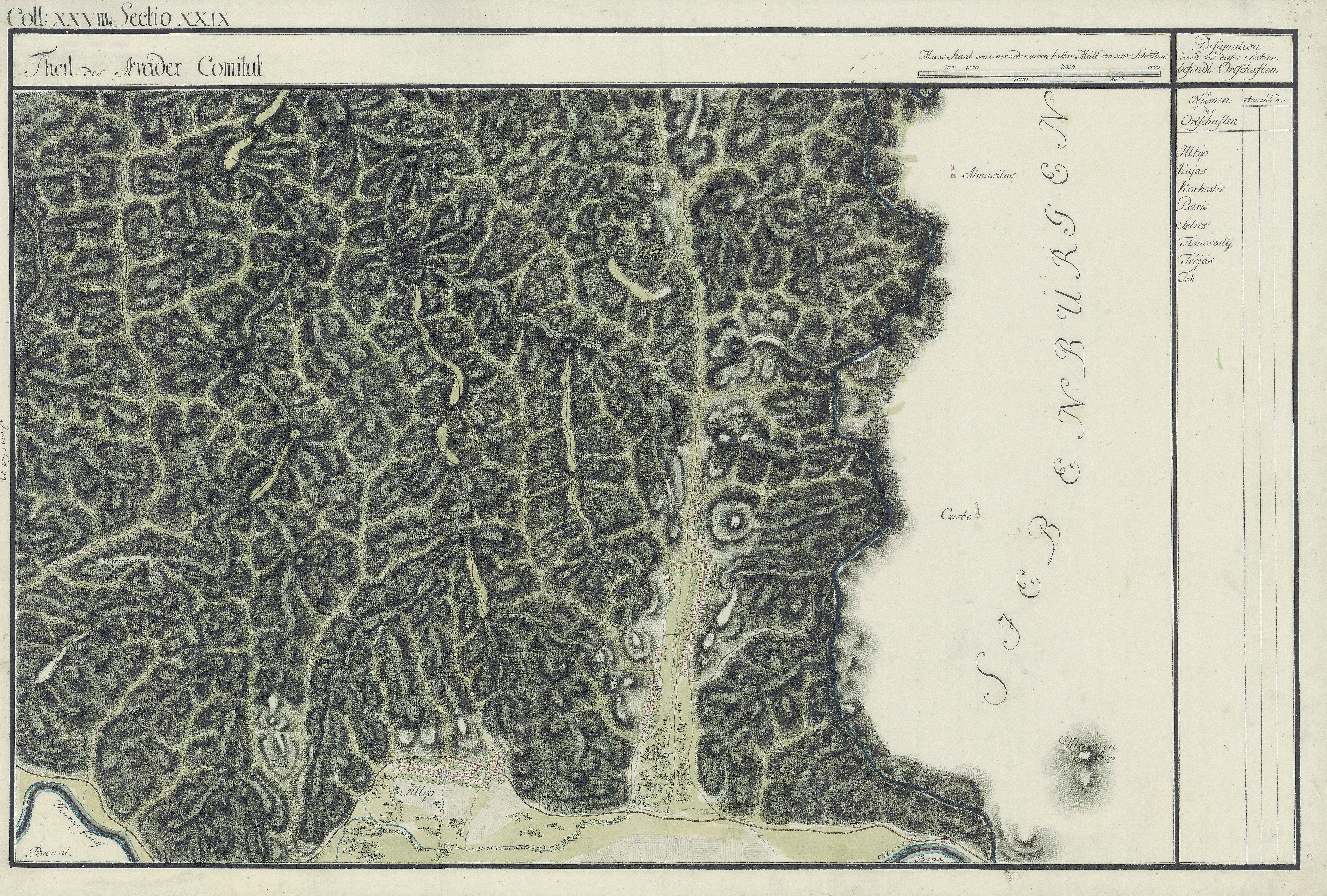

## Vezi și
- Biserica de lemn din Troaș

## Imagini

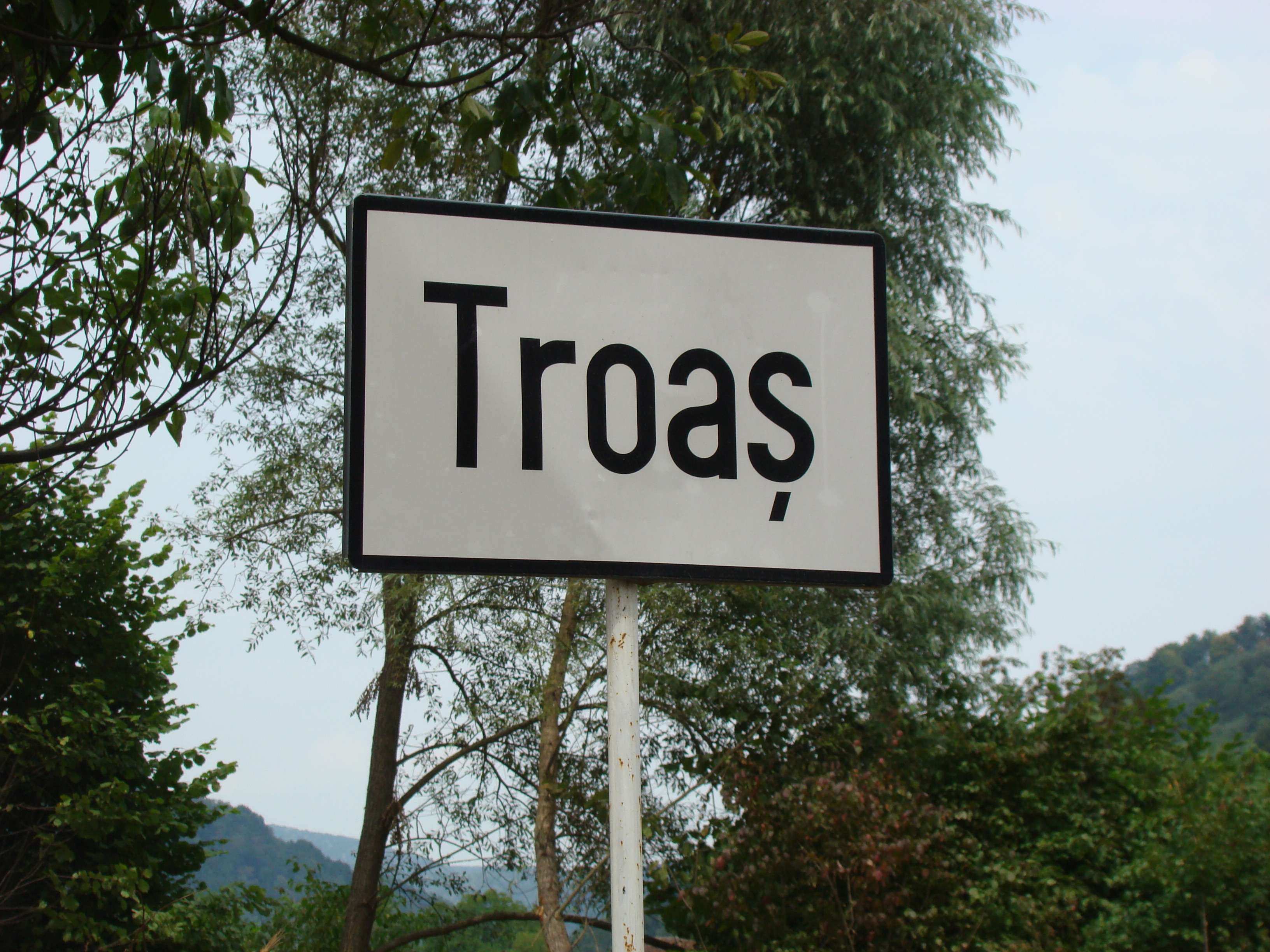
Intrarea în localitate
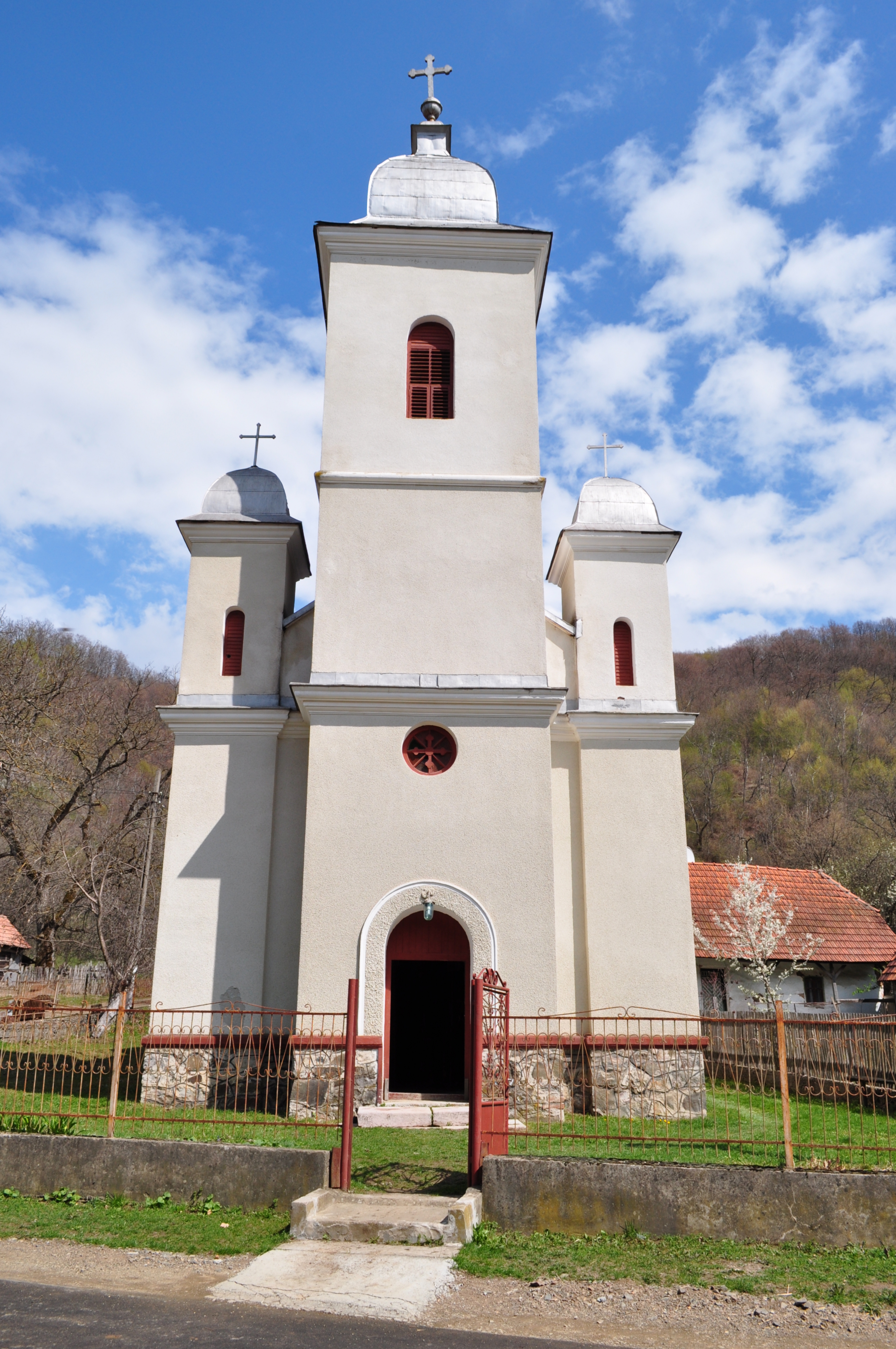
Biserica de zid „Sfinții Trei Ierarhi” (1940)
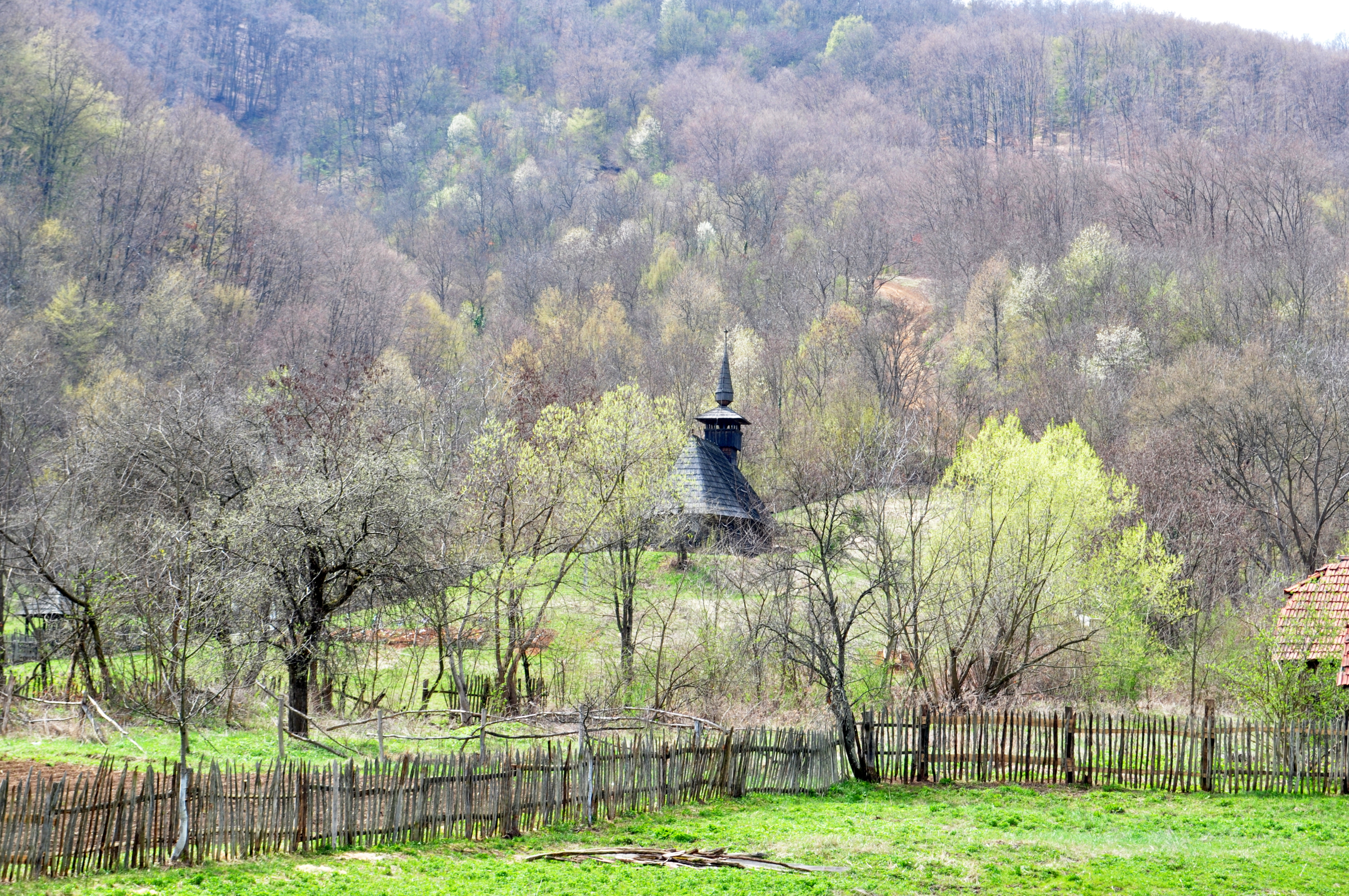
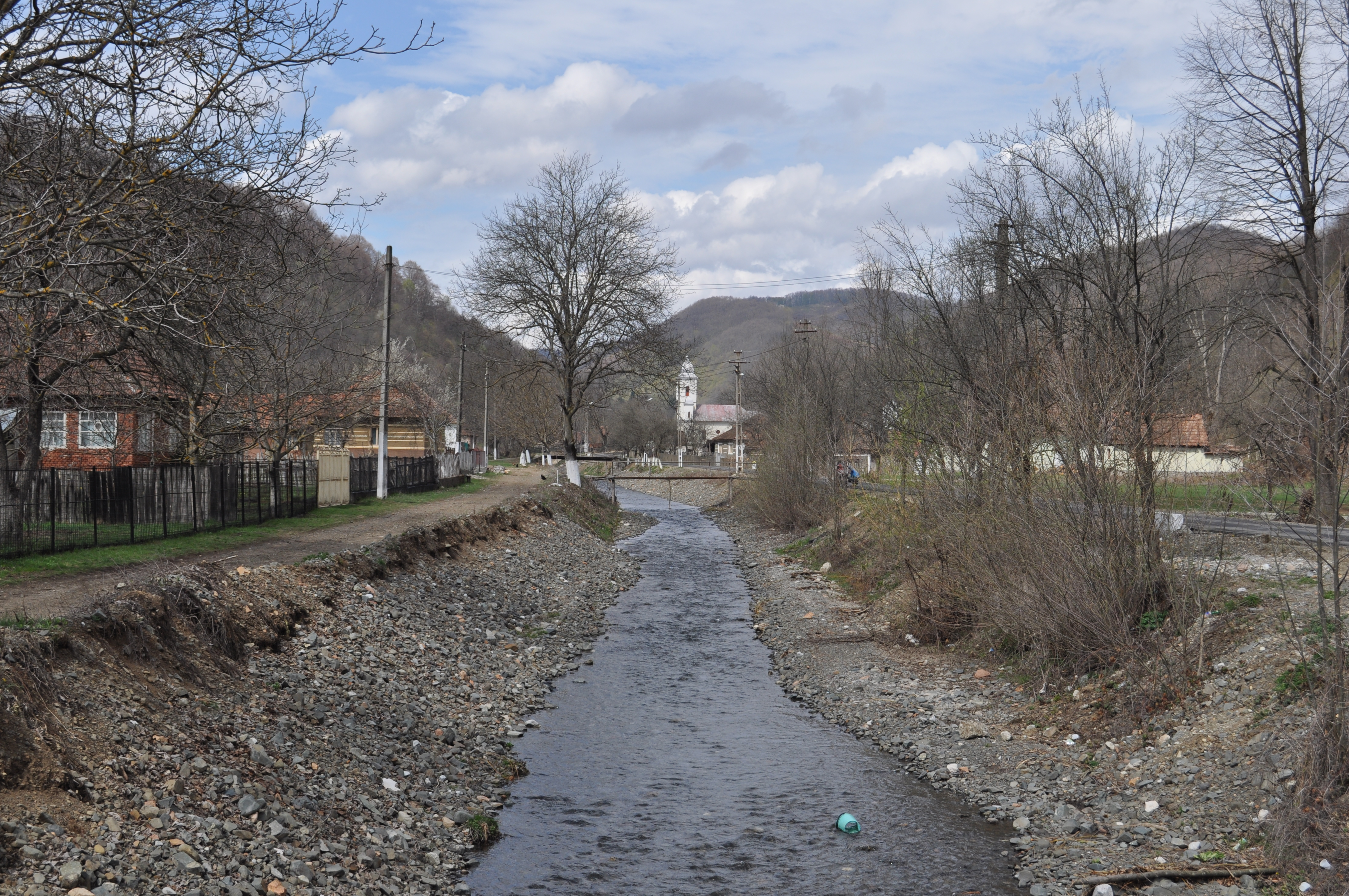
Râul Troaș
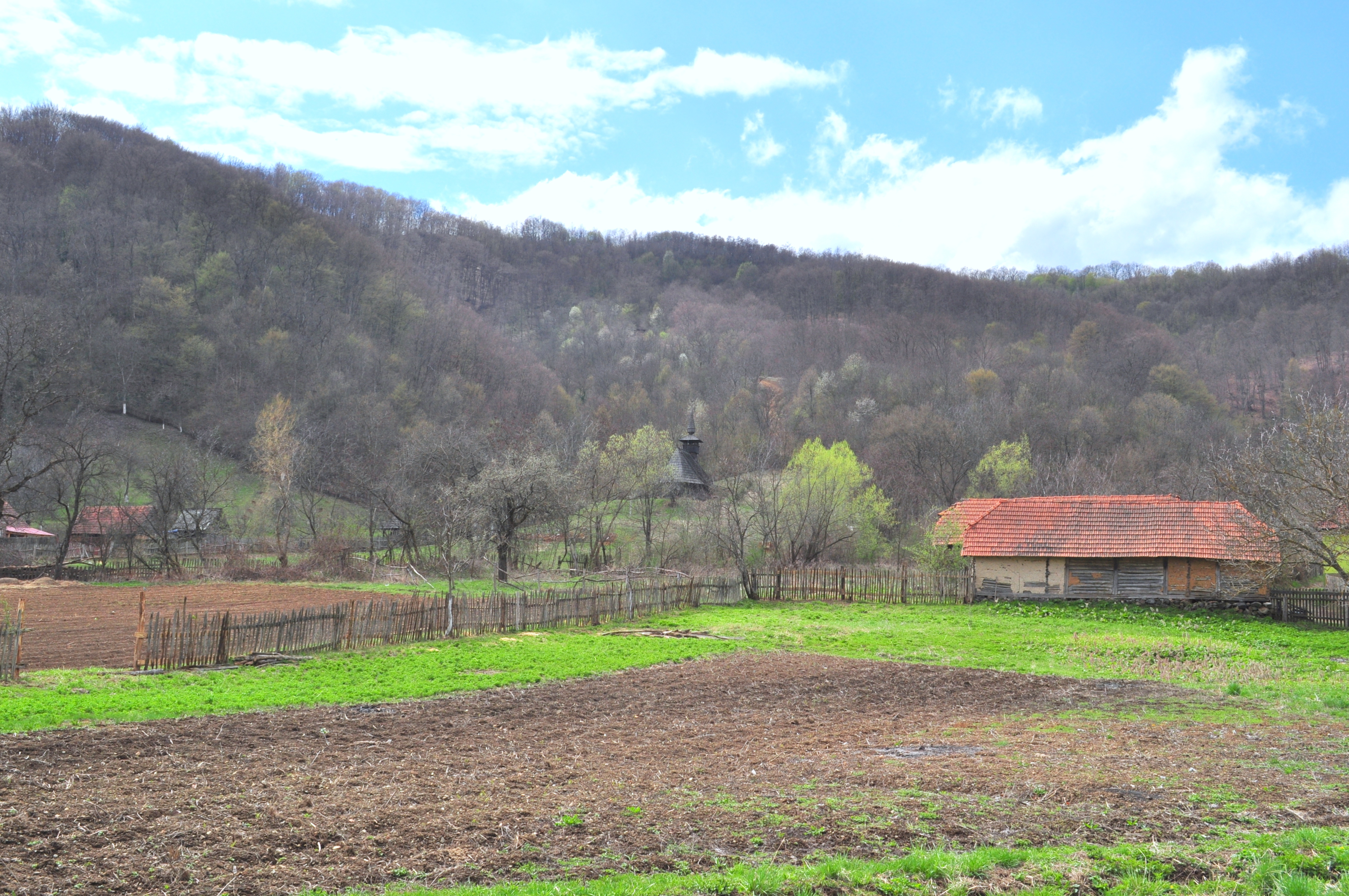
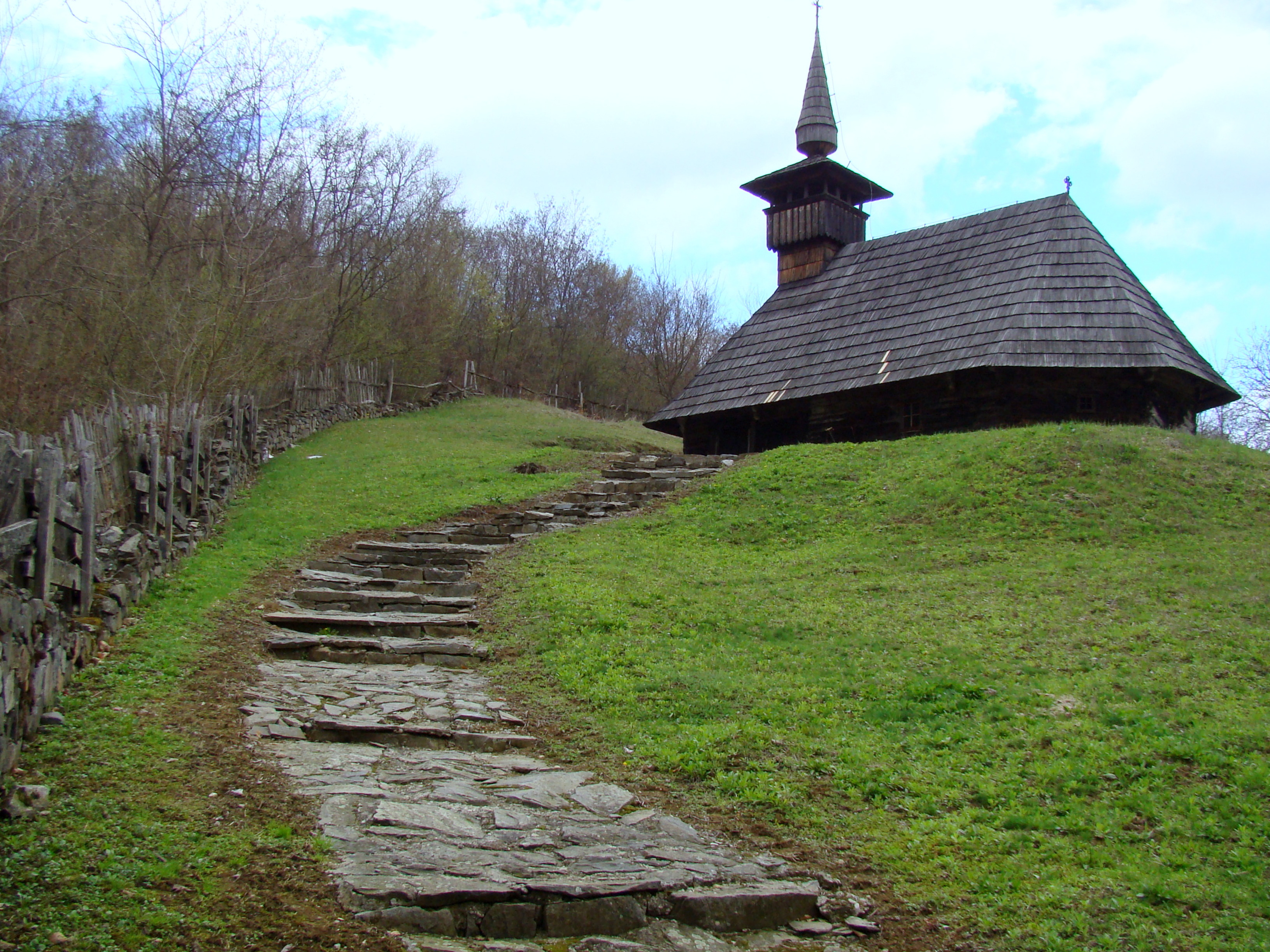
Biserica de lemn „Sfinții Trei Ierarhi”
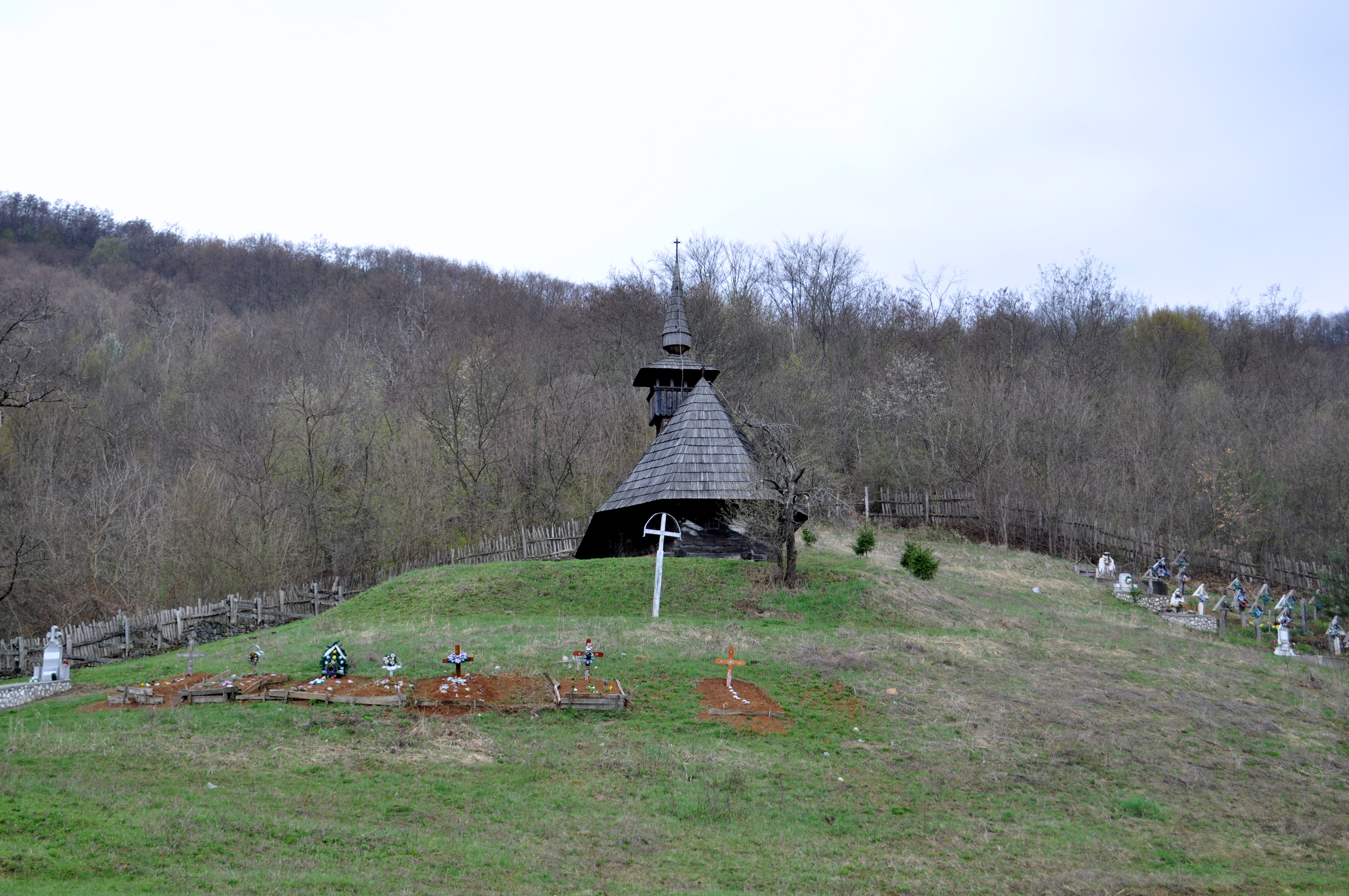
Biserica de lemn pe "Dâmbul Crucii"
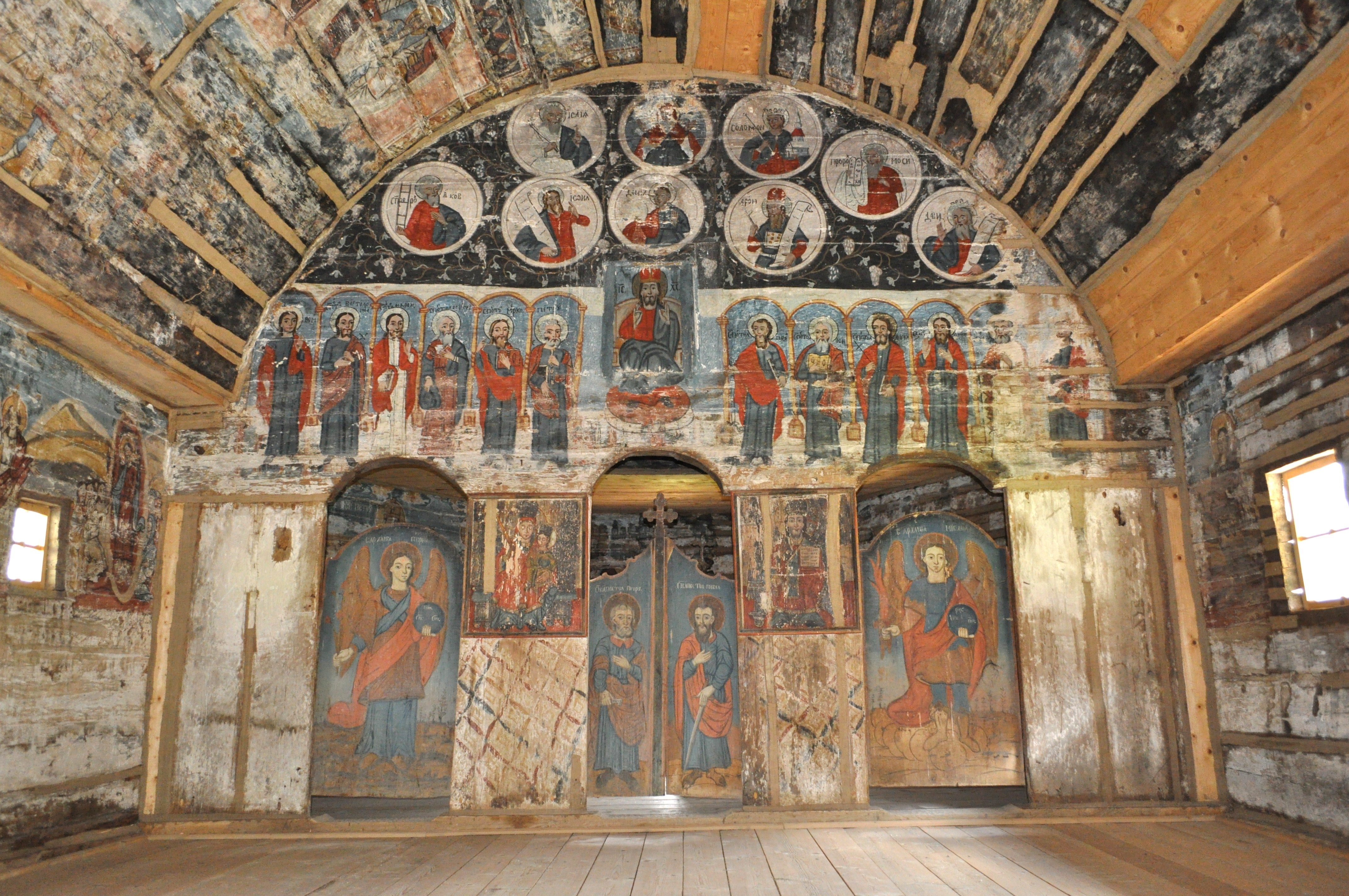
Biserica de lemn „Sfinții Trei Ierarhi” (interior)